# Gabija Grigaitė-Daugirdė

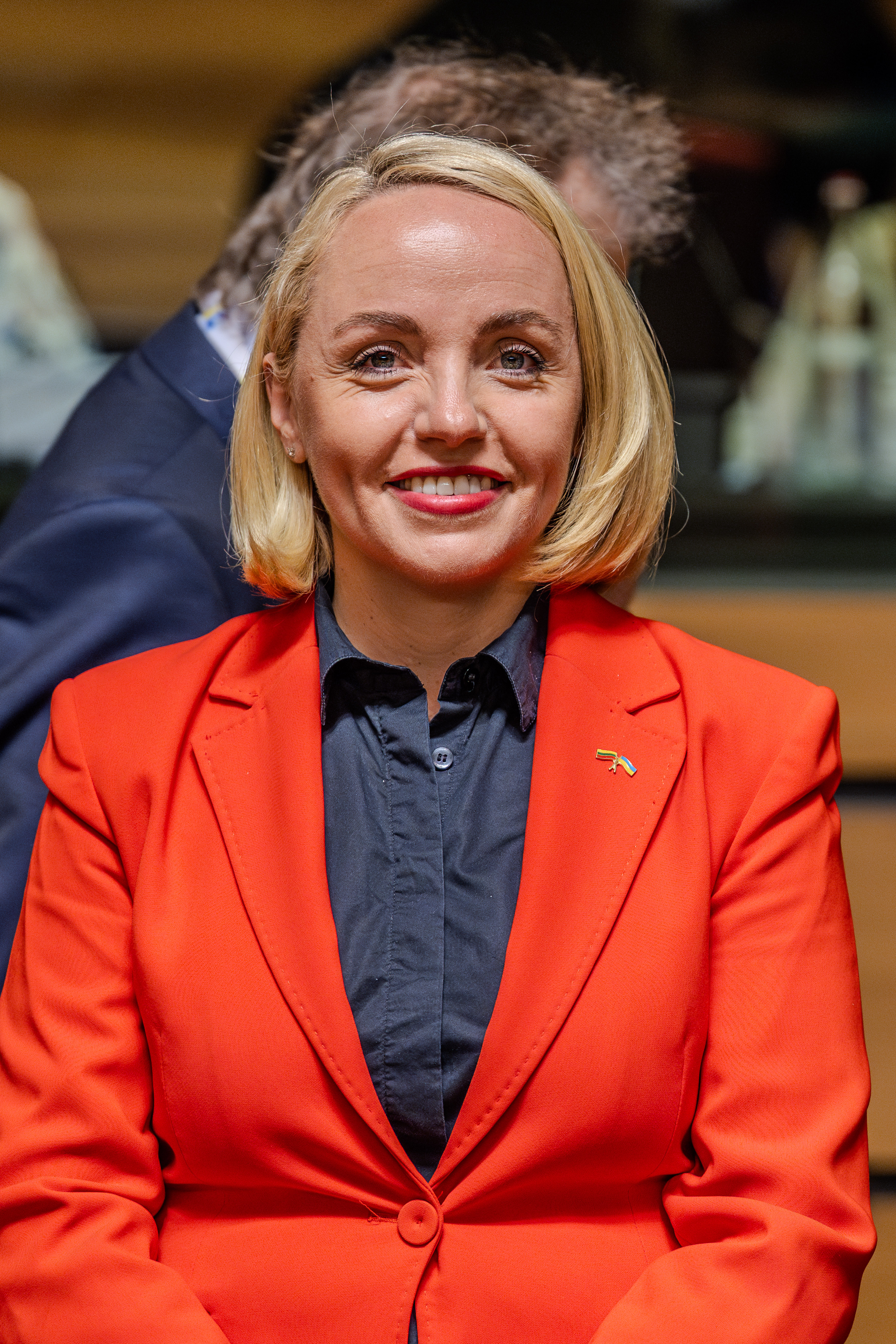
Gabija Grigaitė-Daugirdė (2024)

Gabija Grigaitė-Daugirdė (* 1982) ist eine litauische Verwaltungsjuristin und Politikerin, Vizeministerin für Außen, ehemalige stellvertretende Justizministerin Litauens.

## Leben
Nach dem Abitur am Gymnasium absolvierte Gabija Grigaitė von 2001 bis 2006 das Magisterstudium der Rechtswissenschaften, von 2003 bis 2008 das Bachelorstudium der Wirtschaftswissenschaften und von 2006 bis 2012 das Doktorstudium des Rechts an der Universität Vilnius in der litauischen Hauptstadt Vilnius. Dort lehrte sie auch sowie an der Militärakademie Litauens, VU TVM und bei der Europäischen Geisteswissenschaftlichen Universität. Von 2007 bis 2013 arbeitete sie als Beraterin in der Kanzlei des Seimas, von 2013 bis 2019 als Beraterin von Dalia Grybauskaitė, von 2020 bis 2021 als Ministeriumskanzlerin  am Justizministerium der Republik Litauen.
Von August 2021 bis Dezember 2024 war sie Stellvertreterin der Justizministerin Evelina Dobrovolska im Kabinett Šimonytė, geleitet von Ingrida Šimonytė. Seit Dezember 2024 ist sie Stellvertreterin des Außenministers Kęstutis Budrys im Kabinett Paluckas, geleitet von Gintautas Paluckas.
Sie ist verheiratet.